# Temporada 1905-1906 del RCD Espanyol
Dades de la Temporada 1905-1906 del RCD Espanyol.

## Fets destacats
- 7 de gener de 1906: Molts dels jugadors de l'Espanyol marxaren a l'estranger per continuar els seus estudis. La manca d'efectius obligà al club a suspendre les activitats. Els jugadors que es quedaren a Barcelona ingressaren al X Sporting Club, que esdevingué el club dominador del futbol català els anys següents.[2]
- 1907: Isidre Lloret, soci de l'Espanyol, és el primer president de la Federació Catalana de Futbol.[2]

## Resultats i classificacions
- Campionat de Catalunya: Es retirà